# Megachile subremotula
Megachile subremotula là một loài Hymenoptera trong họ Megachilidae. Loài này được Rayment mô tả khoa học năm 1934.